# Skogsalmsguldmal
Skogsalmsguldmal (Phyllonorycter tristrigellus) är en fjärilsart som först beskrevs av Adrian Hardy Haworth 1828.  Skogsalmsguldmal ingår i släktet guldmalar, och familjen styltmalar. Enligt den finländska rödlistan är arten starkt hotad i Finland. Arten är reproducerande i Sverige. Artens livsmiljö är friska och torra lundar.